# Grupa Artylerii Przeciwlotniczej
Grupa Artylerii Przeciwlotniczej – 11 Grupa Artylerii (GA Plot.) - (11 GA). Dowództwo sformowane do kierowania, organizowania i nadzorowania szkolenia oddziałów artylerii przeciwlotniczej w latach 1929-1939.
Artyleria przeciwlotnicza w składzie więcej niż jednego oddziału, mająca wspólny, jednolity system kierowania (dowodzenia), wydzielona do osłony wojsk lub ważnych obiektów tyłowych przed działaniem lotnictwa i innymi środkami napadu powietrznego przeciwnika. Zaczęto je tworzyć podczas II wojny światowej.

## Grupy artylerii przeciwlotniczej w WP

### Formowanie i zmiany organizacyjne
W Wojsku Polskim II Rzeczypospolitej w styczniu 1929, w związku z kolejną reorganizacją artylerii, oprócz reform naczelnych organów dowodzenia artylerią, dokonano reformy struktur dowódczych niższego szczebla. Celem usprawnienia dowodzenia jednostkami artylerii w WP, utworzono 11 dowództw grup artylerii. Działania te sankcjonował rozkaz Ministra Spraw Wojskowych L.1019/Org. umieszczony w Dzienniku Rozkazów MSWojsk. Nr 37 poz.8 dodatek tajny nr 7. Znakomitą większością były to dowództwa grup artylerii sformowanych przy dowództwach Okręgów Korpusów od nr I do nr X. Każdej z nich podporządkowano jednostki artyleryjskie stacjonujących na terenie danego OK. Ponadto 15 stycznia 1929 sformowano 11 Grupę Artylerii. Grupie tej podlegać miały wszystkie jednostki artylerii przeciwlotniczej, niezależnie od miejsca stacjonowania na terenie całego kraju. Z uwagi na problemy kadrowe w obsadzie dowódczej, dowództwo 11 Grupy Artylerii faktyczną działalność rozpoczęło dopiero w kwietniu 1929. Dowództwo 11 GA stacjonowało w Warszawie. Dowódca tej grupy podlegał II wiceministrowi spraw wojskowych poprzez szefa Departamentu Artylerii MSWojsk. Pierwszym dowódcą został płk Underka. Podporządkowano mu: 1 pułk artylerii przeciwlotniczej oraz 1, 3, 5, 6, 7 i 8 samodzielne dywizjony artylerii przeciwlotniczej. 
Obsada personalna od 13 lipca 1929 do 1 IX 1931:
- dowódca grupy (etat gen. bryg.) - płk Rudolf Underka
- I oficer sztabu - mjr Leon Przybytko
- II oficer sztabu - kpt. Stanisław Krzywobłocki.

Obsługę dowództwa grupy stanowili wydzieleni ordynansi, luzacy i kancelaria z 1 pułku artylerii przeciwlotniczej w Warszawie. Stan 4 konie wierzchowe. 
Od 1 IX 1931 etat dowództwa grupy zmniejszono o II oficera sztabu i 1 konia wierzchowego.
Zadaniem dowództwa grupy było ujednolicenie systemu szkolenia, inspekcjonowanie jednostek przez dowódcę grupy, organizowanie wspólnych szkół ognia na poligonie w Trauguttowie. Usprawnienie organizacji szkolenia, przedstawianie potrzeb jednostek artylerii przeciwlotniczej szefowi Departamentu Artylerii. Dodatkowo dowództwo grupy miało zadanie śledzenie rozwoju podobnych formacji w armiach innych państw oraz przygotowanie propozycji zmian w strukturach, wyposażeniu i regulaminu artylerii przeciwlotniczej. Dowództwo grupy uczestniczyło w pracach koncepcyjnych nad rozbudową i unowocześnieniem artylerii plot oraz nad wyborem uzbrojenia i sprzętu na wyposażenie. W 1933 płk Underka odszedł ze stanowiska dowódcy grupy, zastępował go do 30 października 1935 ppłk Feliks Kamiński dowódca 1 paplot. Od tego dnia dowództwo 11 GA objął płk dr Roman Odzierzyński. Równocześnie generałem inspektorem wszystkich jednostek artylerii plot. został z ramienia Generalnego Inspektora Sił Zbrojnych gen. dyw. Mieczysław Norwid-Neugebauer.
1 listopada 1935 11 GA została poprzez szefa Departamentu Artylerii podporządkowana I wiceministrowi spraw wojskowych. Dowódcy grupy podporządkowano Centrum Wyszkolenia Artylerii Przeciwlotniczej. Pod każdym względem dowódcy 11 GA podlegały 1 paplot. i CWAPlot., pod względem fachowego wyszkolenia oraz inspekcji i „szkoły ognia”: 2, 3, 5, 6, 7, 8, 1 morski, 2 morski dywizjony artylerii przeciwlotniczej. W maju 1937 11 Grupa Artylerii została podporządkowana dowódcy obrony przeciwlotniczej MSWojsk. 20 maja 1938 11 GA została przemianowana na Grupę Artylerii Przeciwlotniczej i od tego czasu podlegała Dowództwu Obrony Przeciwlotniczej. Dowódcy grupy podlegały: bezpośrednio 1 paplot., pod względem fachowym wszystkie dywizjony artylerii przeciwlotniczej (z wyjątkiem: 9 daplot. 1 i 2 morskie daplot.), a także pododdziały artylerii przeciwlotniczej wchodzące w skład związków taktycznych. Oddziały artylerii przeciwlotniczej poza wyszkoleniem podlegały dowódcom obrony przeciwlotniczej i przeciwgazowej danego Okręgu Korpusu. 1 i 2 morskie dywizjony artylerii przeciwlotniczej podlegały dowódcy obrony wybrzeża morskiego, a 3 daplot. dowódcy Obszaru Warownego „Wilno”.
Obsada personalna Dowództwa Grupy Artylerii Przeciwlotniczej na dzień 10 VI 1938:
- dowódca grupy - płk dr Roman Odzierzyński
- I oficer sztabu - kpt. Witold Berendt
- II oficer sztabu - kpt. Stanisław Popowicz
- podoficerowie kancelaryjni - st. ogn. Stefan Kaczmarek i ogn. Jan Zaręba[6].

14 listopada 1938 płk Roman Odzierzyński został wyznaczony na stanowisko komendanta Centrum Wyszkolenia Obrony Przeciwlotniczej i Przeciwgazowej w Trauguttowie. Dowodzenie przejął płk Kazimierz Baran dowódca 1 pułku artylerii przeciwlotniczej. I oficerem sztabu został kpt. Jan Maciej Pawłowski.
W związku z szybkim rozwojem i rozbudową jednostek artylerii przeciwlotniczej, zwiększeniem stanów osobowych, przezbrojeniem ich w nowy sprzęt, wymagający nowych metod szkolenia zarówno taktycznego jak i technicznego oraz zwiększenia pracy szkoleniowej, nastąpiły zmiany organizacyjne. Na wniosek dowódcy Obrony Przeciwlotniczej gen. bryg. dr Józefa Zająca skierowanego 23 XI 1938 do ministra spraw wojskowych, z dniem 18 sierpnia 1939 rozkazem MSWojsk. wydanym przez Departament Dowodzenia Ogólnego L.9936/Org./tjn. dokonano reorganizacji dowodzenia jednostkami artylerii przeciwlotniczej. Podzielono Grupę Artylerii Przeciwlotniczej na: 1 Grupę Artylerii Przeciwlotniczej pod dowództwem płk. Kazimierza Barana z podporządkowanymi jej: 1 pułkiem artylerii przeciwlotniczej, 7, 8 i 11 dywizjonami artylerii przeciwlotniczej, (planowano utworzyć jeszcze 4 daplot. - lecz ze względu na sytuację zrezygnowano). 2 Grupę Artylerii Przeciwlotniczej pod dowództwem płk. Tadeusza Bogdanowicza z I oficerem sztabu - mjr. dypl. Stanisławem Cyprykiem, z podporządkowanymi jej dowództwu: 2, 3, 5, 6, 15 dywizjonami artylerii przeciwlotniczej, (planowanym i nie utworzonym 12 daplot.) i 13 baterią artylerii przeciwlotniczej. Dowództwa obu grup stacjonowały w Warszawie. Dowództwo 2 GAPlot. praktycznie nie zdążyło podjąć aktywnej działalności szkoleniowej. Z powodu ogłoszonej mobilizacji alarmowej w dniu 24 i 27 sierpnia oraz mobilizacji powszechnej z dnia 31 sierpnia 1939, obie grupy artylerii przeciwlotniczej zostały rozwiązane, a ich personel użyty do uzupełnienia innych jednostek.  

## Grupy artylerii przeciwlotniczej w armiach innych państw

### Grupy artylerii przeciwlotniczej w Armii Brytyjskiej
W ramach brytyjskiej Armii Terytorialnej w 1935 sformowano dwie dywizje artylerii przeciwlotniczej: 1 i 2. Każda z tych dywizji składała się z czterech grup artylerii przeciwlotniczej, w 1 dywizji (26, 27, 28, 29 grupy artylerii przeciwlotniczej), w 2 dywizji (30, 31, 32 i 33 grupy artylerii przeciwlotniczej). W skład każdej z grup artylerii przeciwlotniczej wchodziło po 4-6 batalionów artylerii przeciwlotniczej. Dodatkowo w skład każdej dywizji wchodziły liczne jednostki łączności oraz służb kwatermistrzowsko-materiałowych. Podczas kryzysu monachijskiego, również w strukturach Armii Terytorialnej sformowano kolejne dywizje artylerii przeciwlotniczej: 3, 4 i 5. Podczas tej reorganizacji nastąpiło przemianowanie grup art. plot. na Brygady Artylerii Przeciwlotniczej, a batalionów artylerii przeciwlotniczej na pułki (regimenty). Dalsze formowane dywizje artylerii przeciwlotniczej we wrześniu 1939: 6 i 7 składały się z brygad. Również sformowane z innych formacji z poboru i Armii Terytorialnej, u schyłku bitwy o Wielką Brytanię w październiku i listopadzie 1940 dywizje art. plot. 8, 9, 10, 11 i 12, składały się z brygad artylerii przeciwlotniczej. Dywizje te połączono w trzy (1, 2 i 3) korpusy artylerii plot.. 
Od 1938 do 1942 nazwa, grupa artylerii przeciwlotniczej nie funkcjonowała w Armii Brytyjskiego Imperium. Na przełomie września i października 1942 wszystkie dywizje zostały przeorganizowane i przeorganizowane na siedem (1, 2, 3, 4, 5, 6 i 7) Grupy Artylerii Przeciwlotniczej, składających się z jednostek artylerii przeciwlotniczej, rakiet przeciwlotniczych, łączności, wsparcia logistycznego itp.. Grupy Artylerii Przeciwlotniczej zostały ściśle powiązane z Grupami Myśliwskimi RAF. Np. 1 i 2 GAA z 11 GRAF, 3 GAA z 10 GRAF, 4 i 7 GAA z 9 GRAF, 5 GAA z 12 GRAF, a 6 GAA z 14 GRAF. Reorganizacja ta była podyktowana względami oszczędności personelu dowódczego i pomocniczego, koniecznością zmniejszenia pośrednich szczebli dowodzenia w jednostkach artylerii przeciwlotniczej i potrzebą ściślejszego współdziałania z grupami lotnictwa myśliwskiego. Rozwiązanie trzech dowództw korpusów i dwunastu dowództw dywizji, a sformowanie w ich miejsce siedmiu dowództw grup, powiązanych z dowództwami grup lotnictwa myśliwskiego. Przykładem takiej jednostki może być angielska 1st Anti-Aircraft Group. Z reorganizowanych dywizji wyłączono niektóre brygady artylerii przeciwlotniczej i wysłano na teatry działań na Bliski Wschód, do Afryki Północnej, następnie do Włoch i basen Morza Śródziemnego oraz na Daleki Wschód. Ponadto odpływ jednostek artylerii plot. nastąpił na tereny operacyjne wojsk do Europy północno zachodniej. Z chwilą rozpoczęcia ofensywy za pomocą pocisków latających V 1 i rakiet V 2 w lipcu 1944 dokonano kolejnej reorganizacji i nowych dyslokacji oddziałów artylerii przeciwlotniczej głównie na teren południowej i wschodniej części Wielkiej Brytanii. Rozwiązano niektóre dotychczasowe grupy artylerii przeciwlotniczej tj. 3, 4 i 7. W ich miejsce na nowych stanowiskach sformowano dowództwa 8 i 9 grup artylerii przeciwlotniczej. Utworzony system obrony przeciwlotniczej zdał w pełni egzamin podczas bitwy o Wielką Brytanię w 1940 i częściowo podczas tzw. drugiej Bitwy o Wielką Brytanię.

### W innych armiach
W armiach niemieckiej III Rzeszy i ZSRR obowiązywała inna organizacja pokojowa i wojenna oparta na innej organizacji szczebla okręgów powietrznych III Rzeszy z korpusami artylerii przeciwlotniczej, z podległymi im dywizjami i brygadami artylerii plot.. W drugim przypadku składała z frontów obrony powietrznej kraju z podległymi im korpusami obrony powietrznej kraju z dywizjami i brygadami artylerii plot.. 